# トレパン (原子力潜水艦)
| ポーツマス軍港にて |                                                    |
| 艦歴               |                                                    |
| 発注               | 1966年7月15日                                      |
| 起工               | 1967年10月28日                                     |
| 進水               | 1969年9月27日                                      |
| 就役               | 1970年8月14日                                      |
| 退役               | 1999年6月1日                                       |
| 除籍               | 1999年6月1日                                       |
| その後             | 原子力艦再利用プログラムにて2000年4月7日に解体終了 |
| 性能諸元           |                                                    |
| 排水量             | 基準：3,978トン、 満載：4,270トン                  |
| 全長               | 89 m (292 ft 3 in)                                 |
| 全幅               | 9.7 m (31 ft 8 in)                                 |
| 吃水               | 8.8 m (28 ft 8 in)                                 |
| 機関               | S5W reactor                                        |
| 最大速             | 水中25 ノット、水上15ノット                        |
| 乗員               | 士官14名、兵員95名                                 |
| 兵装               | 21インチ魚雷発射管4基                              |

トレパン(USS Trepang, SSN-674)は、アメリカ海軍の原子力潜水艦。スタージョン級原子力潜水艦の25番艦であり、同名の艦としては、バラオ級潜水艦7番艦のトレパン(USS Trepang, SS/AGSS-412)に次ぐ二代目。
艦名はインドネシア語でナマコを指し、東インド諸島の珊瑚礁に棲息するナマコに因んだもの。

## 建造

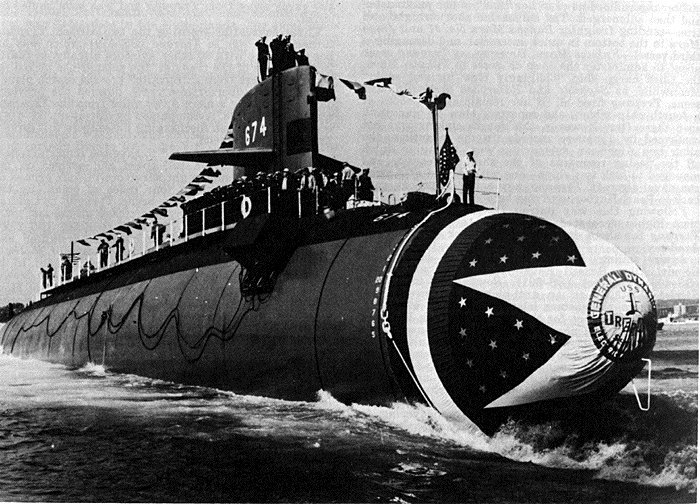
進水式の様子

トレパンの建造はジェネラル・ダイナミクス社グロトン造船所へ1966年7月15日に発注され、1967年10月28日に起工、1969年9月27日に進水した。進水式は、国防総省長官夫人臨席のもと行われた。

## 艦歴

### 1970年-1971年
1970年8月14日、Dean R. Sackett, Jr.中佐の指揮下にてコネチカット州ニューロンドン海軍潜水艦基地を母港とし就役する。
最初の任務は1971年初頭に行われた北極海での実験航海であり、2月22日から3月22日まで北極海の氷上に浮上したほか兵装システムの試験を行う。極地における潜水艦の行動そのものが科学研究上の歴史的快挙と考えられるが、軍事技術についても多数の知見が得られた。本艦が極地において撮影した写真が、のちにフランスのオカルト雑誌に掲載されてUFOと報じられたことがあったが、実際には兵装試験の際に使用した気球であるとされる。
ニューロンドン基地に帰還後は温暖なカリブ海での試験のため1971年4月22日に出航、アメリカ領ヴァージン諸島セント・クロイ島のFrederikstedにて兵装の試験を行った。
ニューイングランドに寄港後、再び試験航海のため出航、1971年11月には北大西洋での単艦任務を行った。

### 1972年
1972年2月5日にニューロンドン基地へ帰港、周辺海域で攻撃型原潜としての所定の訓練を実施し、1972年7月24日から北大西洋にて訓練航海を行ったのち9月25日に帰港した。その後はアメリカ本土東岸にて任務を行った。

### 1973年
4週間ポーツマスで入渠のち、フロリダ半島沿岸で兵装の試験を実施した。第6艦隊に所属し1973年10月の第四次中東戦争にて数度の作戦に参加した。

### 1978年
1978年10月、ニューロンドン基地に停泊中にトレパンの乗っ取り未遂事件が発生、生命保険会社員らの男性3名がFBIに逮捕される。政治的な背景はなく、金もうけを目的とした犯行として処理された。

### 1979年-1988年
1985年5月3日からIcex-85に参加、1987年には再び北極点に到達する。のち主に地中海にて任務にあたる。

### 1988-1991
バミューダ諸島に派遣され、Battle Effectiveness Award(Battle”E”)を受賞する。北大西洋での任務のためスコットランドに1989年から1991年まで派遣され、のちポーツマスでオーバーホールされる。母港がサウスカロライナ州のチャールストンとなる。チャールストンへの回航時に、パーフェクト ストームと呼ばれる記録的なハリケーンに遭遇する。

### 1991年-1998年
地中海にて攻撃型原潜としての演習を続行、ボスニア紛争においてはSEALを派遣するなどの任務を行った。トランス・ワールド航空800便墜落事故の際に関与が疑われたが、当時ロングアイランド沖におり誤射事故の可能性がないことが確認された。
トレパンは1997年6月から12月にかけての6ヶ月にわたる最後の任務を行ったのち、1998年後半からは退役前に核燃料を消費し切るため世界中を回航した。この間にJoint Meritorious Unit Awardを受賞している。

## 退役
1999年6月1日にブレマートンで退役、除籍され、原子力艦再利用プログラムに従い2000年4月7日までに解体された。装備品は、スミソニアン博物館で機関室部分や机・ベッドなどの備品が展示された。